# Kisa
Kisa is de hoofdplaats van de gemeente Kinda in Östergötland in Zweden. In 2005 woonden er 3697 mensen en had de plaats een oppervlakte van 391 hectare.

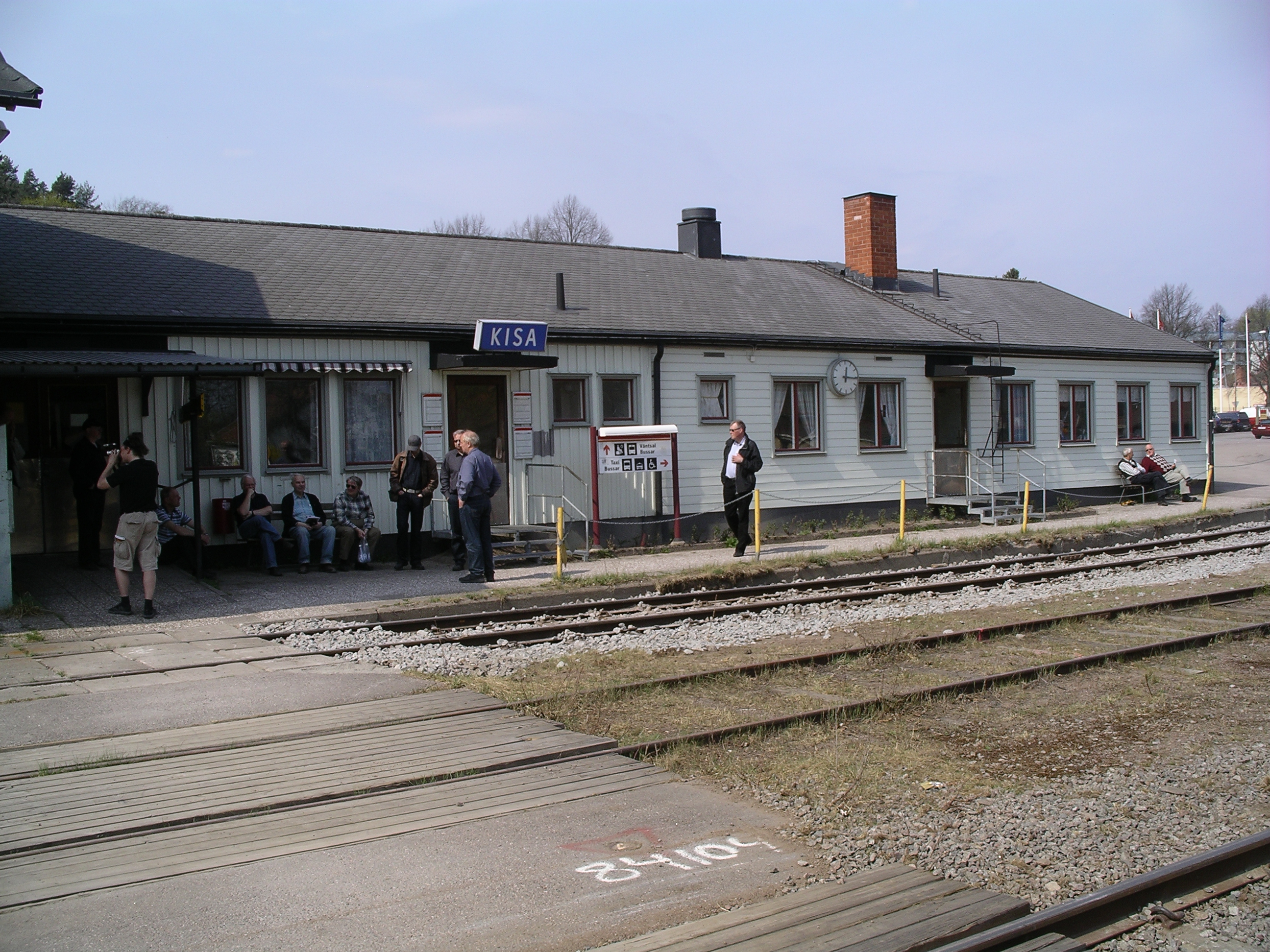
Station van Kisa
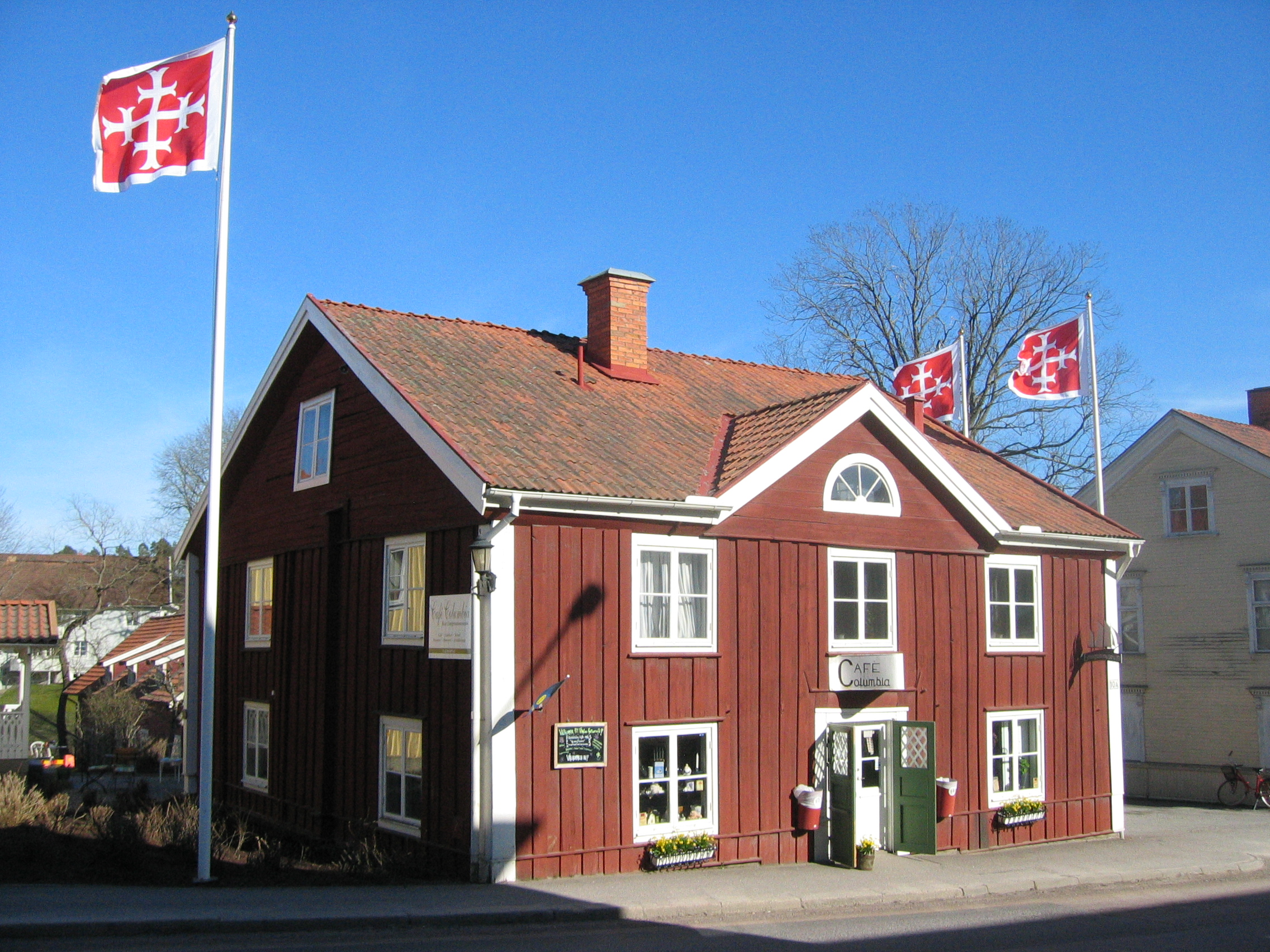
Café Columbia
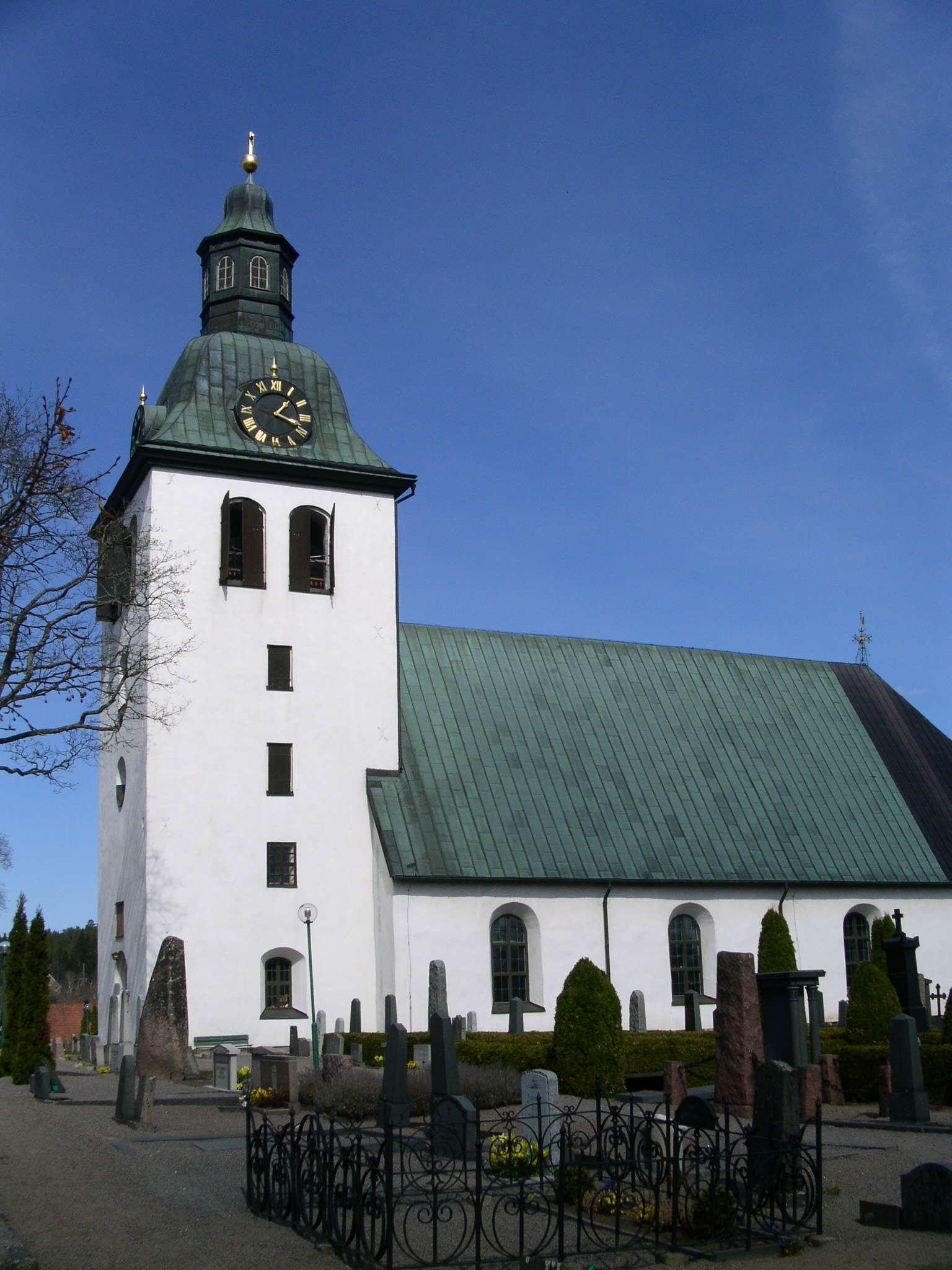
Kerk in Kisa

## Verkeer en vervoer
Bij de plaats lopen de Riksväg 23, Riksväg 34 en Länsväg 134.
De plaats heeft een station aan de spoorlijn Kalmar - Linköping.

## Geboren in Kisa
- Leonhard Fredrik Rääf (18 september 1786), parlementslid en folklorist
- Inger Nilsson (4 mei 1959), actrice, bekend van haar rol als Pippi Langkous
- Jan Staaf (11 januari 1962), snelwandelaar